# Mileva Marić

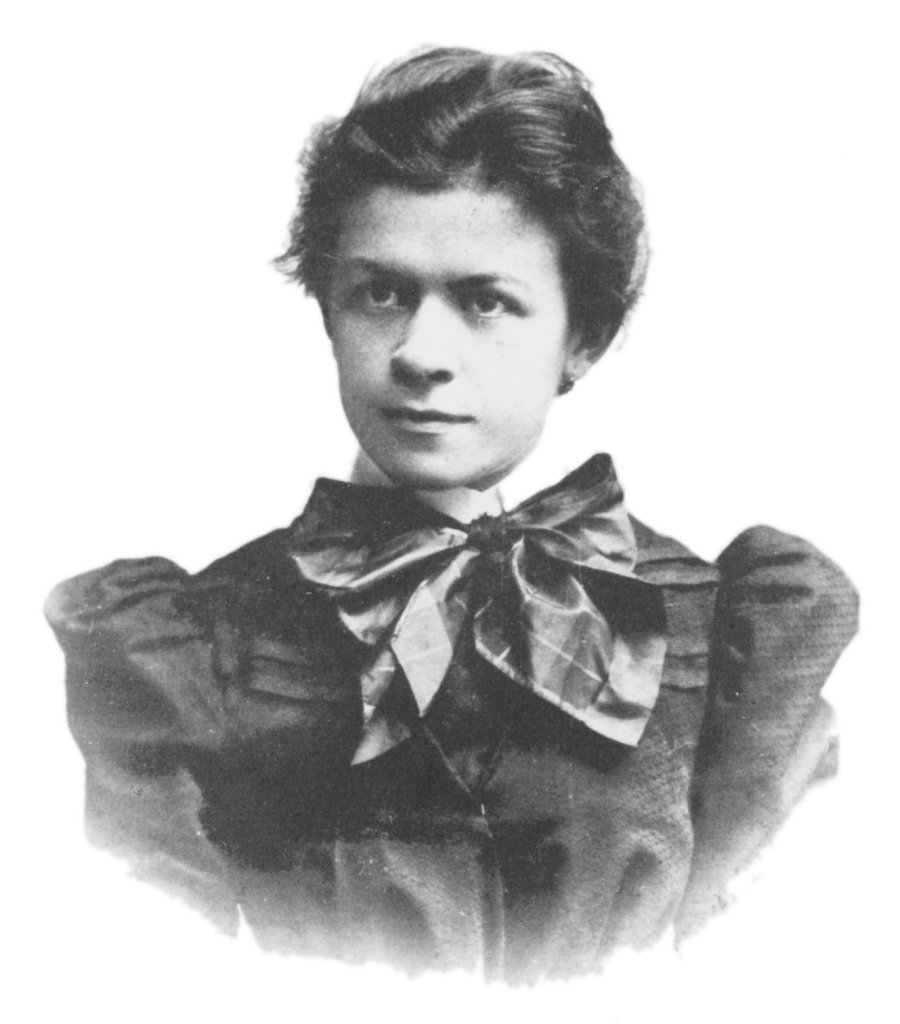
Mileva Marić, 1896

Mileva Marić (serbisch-kyrillisch Милева Марић; * 19. Dezember 1875 in Titel, Königreich Ungarn, Österreich-Ungarn, heute Vojvodina, Serbien; † 4. August 1948 in Zürich, Schweiz) war die erste Serbin und eine der ersten Frauen, die ein Mathematik- und Physikstudium aufnahmen. Albert Einstein war ihr Kommilitone am Eidgenössischen Polytechnikum in Zürich und ihr späterer Ehemann.

## Leben

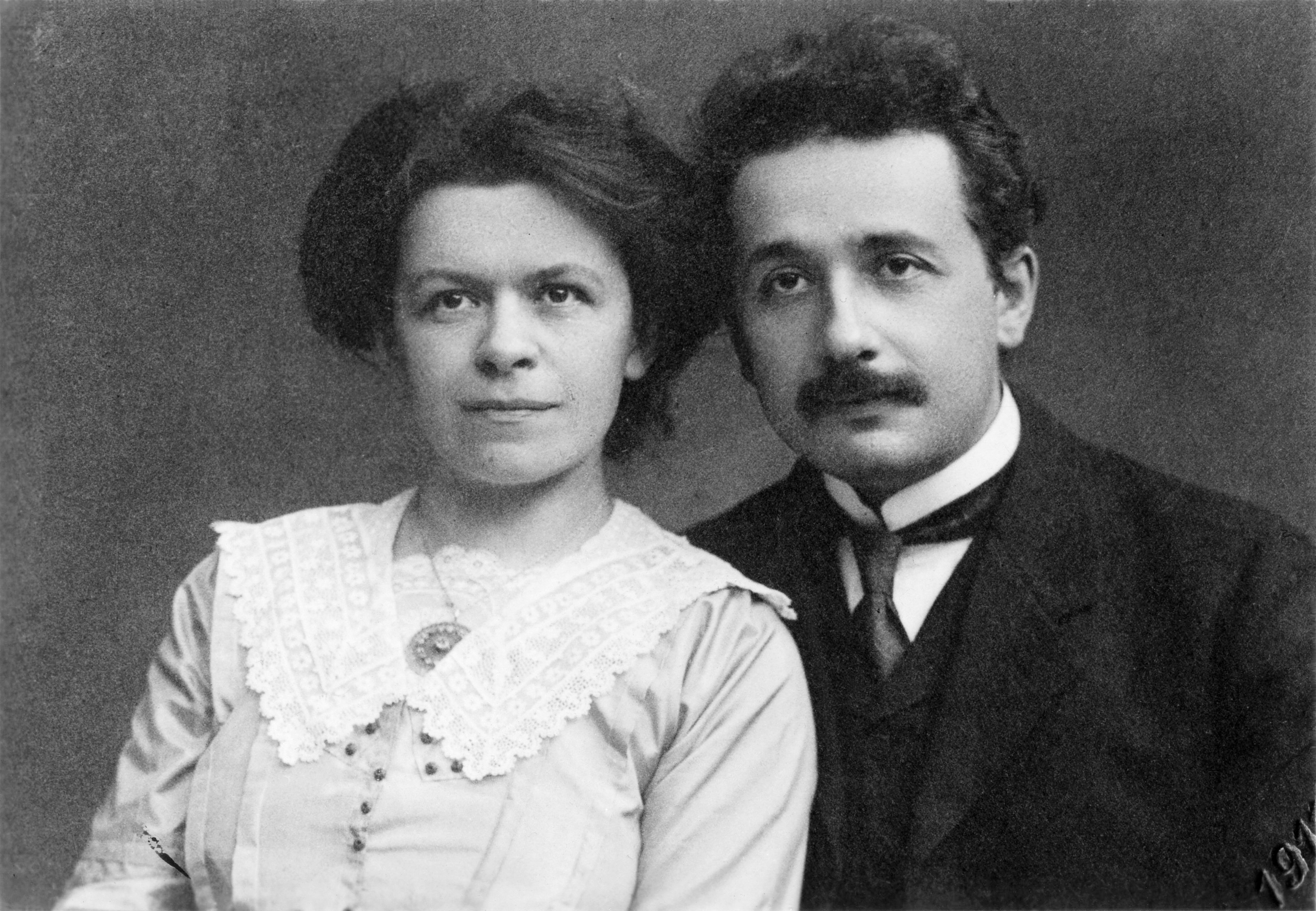
Mileva Marić und Albert Einstein, 1912

### Name
Bis heute ist Mileva Marić unter verschiedenen Namen bekannt. Gelegentlich, besonders auf offiziellen Dokumenten, verwendete sie die ungarische Schreibweise Mileva Marity. Seit ihrer Heirat wird sie auch Mileva Marić-Einstein (serbisch-kyrillisch Милева Марић-Ајнштајн, Mileva Marić-Ajnštajn) oder Einstein-Marić bzw. Einstein-Marity genannt.

### Herkunft und Kindheit
Marić entstammte einer wohlhabenden serbischen Familie aus der Vojvodina, die damals zur österreichisch-ungarischen Monarchie gehörte. Sie wurde von ihrem Vater, der ihre intellektuellen Fähigkeiten erkannt hatte, in ihrer Ausbildung stark gefördert und besuchte zunächst die Serbische Höhere Mädchenschule in Novi Sad, anschließend die Realschule und das königlich-serbische Gymnasium in Šabac. Als ihre Familie nach Zagreb umzog, wechselte sie auf das dortige Gymnasium. Später setzte sie ihre Ausbildung in der Schweiz an der Höheren Töchterschule der Stadt Zürich fort und legte schließlich in Bern die Maturität ab.

### Beruflicher Werdegang
Sie immatrikulierte sich an der Universität Zürich für das Studium der Medizin, wechselte aber nach einem Semester an das Eidgenössische Polytechnikum, die spätere Eidgenössische Technische Hochschule (ETH), wo sie sich 1896 für das Studium der Mathematik und Physik, als einzige Frau ihres Jahrgangs, einschrieb und die gleichen Vorlesungen besuchte wie Albert Einstein, mit dem sie bald eng befreundet war. Im Wintersemester 1897/98 war sie Gasthörerin an der Universität Heidelberg und kehrte im April 1898 ans Polytechnikum zurück. 1899 bestand sie die erste Prüfung, während sie die Diplomprüfung im Jahr danach nicht bestand, vor allem hatte sie schlechte Noten in Mathematik (Funktionentheorie) und ihre Diplomarbeit erhielt nur eine mittelmäßige Benotung. Im Jahre 1901 wurde sie von Einstein schwanger. Sie wiederholte die Diplomprüfung, im dritten Monat schwanger, bestand jedoch auch beim zweiten Mal nicht. Ein Versuch einer Promotion scheiterte gleich am Anfang, da sie (wie Einstein auch) Probleme mit dem Physikprofessor Heinrich Weber hatte.

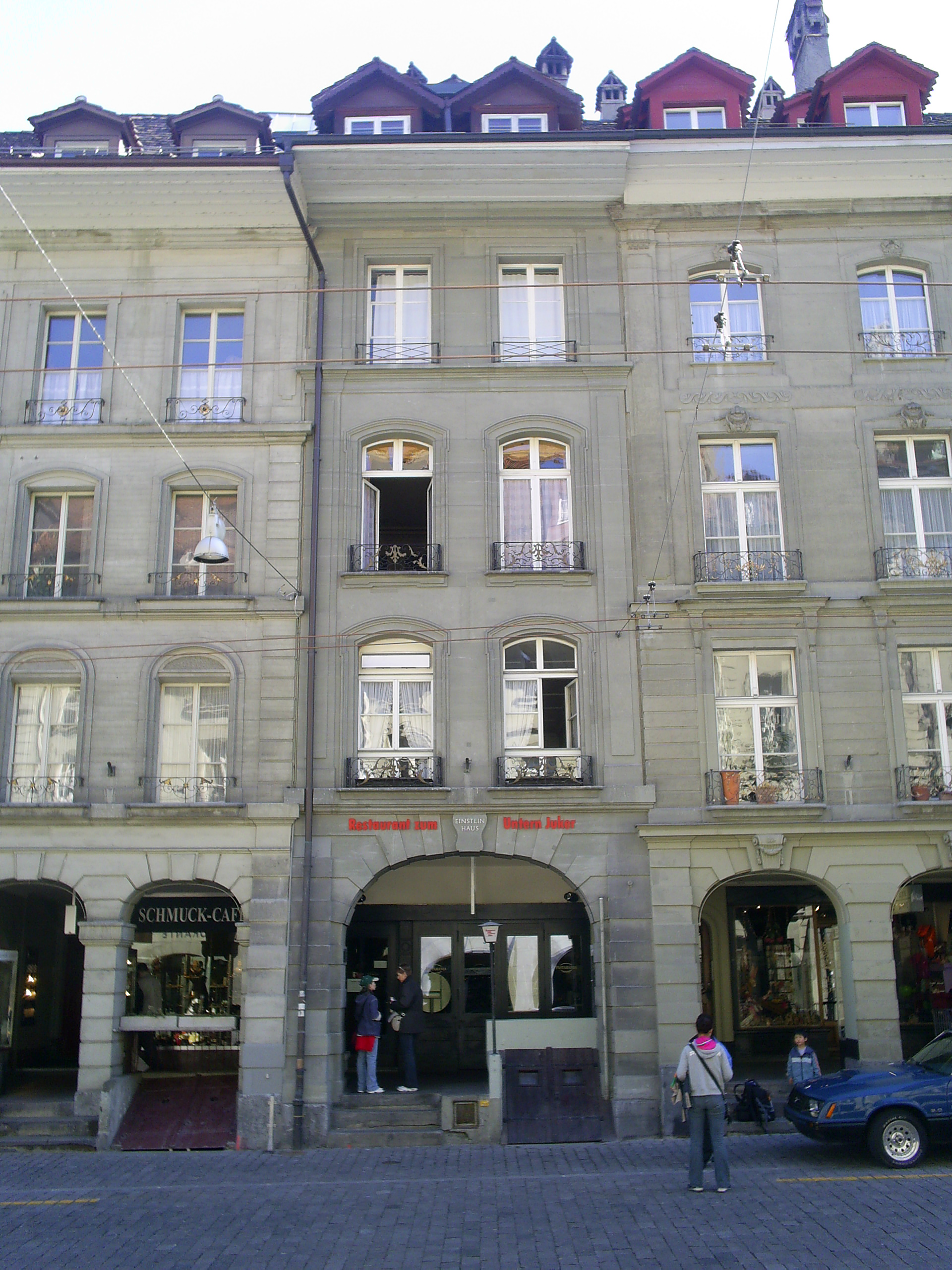
Das Einsteinhaus in Bern (mittleres Gebäude). Im 2. Stock wohnte das Ehepaar Einstein von 1903 bis 1905.

### Persönliches
1902 kam die uneheliche Tochter von Marić und Einstein, Lieserl genannt, in der Vojvodina, wo Marićs Familie lebte, zur Welt. Über das Schicksal des Kindes ist nichts bekannt; entweder es erkrankte und starb 1903 oder wurde zur Adoption freigegeben. Bei den abendlichen Treffen Einsteins und seiner beiden Freunde Conrad Habicht und Maurice Solovine in Bern, die sie „Akademie Olympia“ nannten, war Marić gelegentlich dabei, ergriff aber nicht das Wort.
1903 heirateten Marić und Einstein gegen den Willen von Einsteins Mutter in Bern. Bis 1905 wohnte das junge Ehepaar in der Kramgasse 49 in Bern im 2. Stock. Das Gebäude ist heute als Einsteinhaus bekannt. 1904 gebar Marić ihren Sohn Hans Albert. Zwischen 1905 und 1912 folgte sie Einstein nach Zürich, Prag und zurück nach Zürich, wo sie 1910 ihren zweiten Sohn Eduard gebar.
Im März und Oktober 1913 besuchte Einsteins Mutter Pauline Einstein, der Enkel wegen, die Familie ihres Sohnes in Zürich. Aber bereits zu Weihnachten 1913 kam es zur Entzweiung, weil sie die Geschenke für die Enkel provokativ nicht an die Schwiegertochter sandte.
Seit 1912 führte Einstein heimlich einen Briefwechsel mit seiner Cousine und späteren zweiten Frau Elsa. 1914 erzwang er die Trennung, nachdem Marić mit den Söhnen nur wenige Monate in Berlin gelebt hatte und zeitweise bei dem Chemiker Fritz Haber Zuflucht gefunden hatte. Von der ersten Wegfahrt kehrte sie mit den Söhnen nach Berlin zurück, um doch noch eine Versöhnung zu bewirken. Danach nötigte Einstein seine Frau dazu, mit den Söhnen endgültig nach Zürich zurückzukehren. Mit dem letzten regulären Zug vor Einsetzen des Militärfahrplans fuhren die drei nach Zürich zurück. Von Berlin aus versuchte Einstein 1915 und erneut 1918, Marić zur Scheidung zu bewegen, unter anderem mit dem Versprechen, dass er ihr, sollte er den Nobelpreis erhalten, das Preisgeld überlassen werde. Die Ehe wurde am 14. Februar 1919 wegen „natürlicher Unverträglichkeit“ am Bezirksgericht Zürich geschieden.

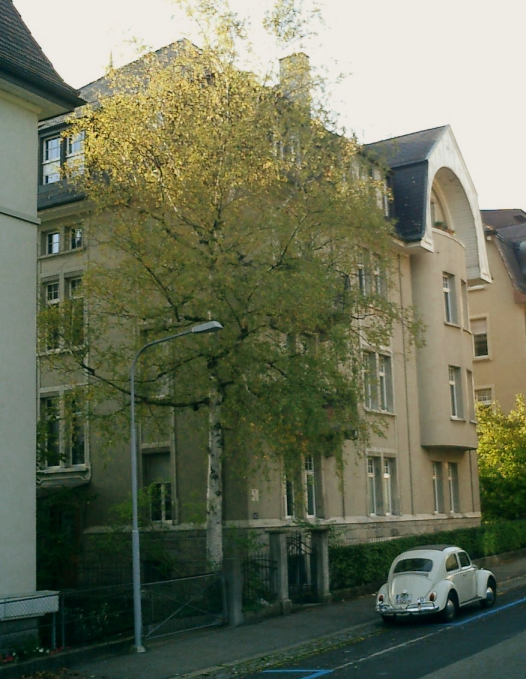
Das Haus von Mileva Einstein-Marić an der Huttenstrasse 62 in Zürich

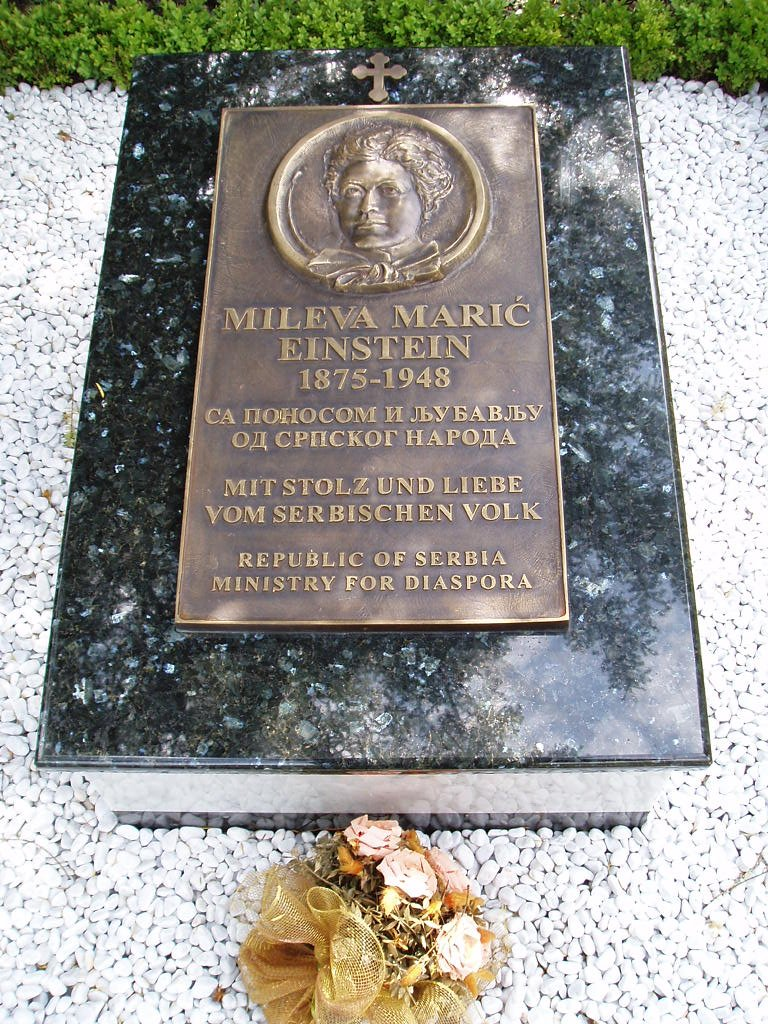
Grab in Zürich

Marić und ihre Söhne lebten in der Folge in bescheidenen Verhältnissen. Einstein erhielt 1922 den Nobelpreis für Physik für ihm 1921 zugesprochene „Verdienste auf dem Gebiet der theoretischen Physik“. Das Preisgeld gab er entsprechend der Scheidungsvereinbarung auf ein Treuhänderkonto in Zürich, Marić erhielt lediglich die Zinsen. Sie protestierte, sodass Einstein für sie drei Mietshäuser auf dem Zürichberg kaufte, deren Erträge sie ebenfalls erhielt. Dazu zählte eine Liegenschaft an der Huttenstrasse 62 im Oberstrass-Quartier, in der Marić auch lebte. Die Behandlung ihres an Schizophrenie erkrankten Sohnes Eduard verschlang einen Großteil der Summe. Marić kümmerte sich lebenslang um ihren gemeinsamen Sohn Eduard.
1948 starb Marić vereinsamt in einer Privatklinik in Zürich. Sie wurde im sogenannten Jugoslawengrab, einem Gemeinschaftsgrab exilierter Jugoslawen auf dem Friedhof Nordheim in Zürich, begraben. Das serbische Diasporaministerium hat später einen Gedenkstein mit einem Porträt an der Stelle anbringen lassen.

## Diskussion um Marićs Beitrag zur Arbeit ihres Mannes
Der geistige Anteil, den Einsteins erste Frau – insbesondere in der Zeit direkt nach der Jahrhundertwende – auf seine Arbeit hat, ist nach wie vor Gegenstand von Diskussionen. Marić hinterließ keine eigenen wissenschaftlichen Arbeiten, die ihr namentlich zugeordnet werden können. Das Original der Arbeiten zur Relativitätstheorie blieb auch nach der Preisverleihung verschwunden.
Nach Aussage von Conrad Röntgens Assistenten Abram Fjodorowitsch Joffe, der die bei den Annalen der Physik eingereichten Aufsätze mit zu begutachten hatte, war das Originalmanuskript der 1905 publizierten Artikel mit „Einstein-Marity“ unterschrieben, wobei „Marity“ die ungarische Schreibweise von Milevas Familiennamen Marić ist. Joffe ergänzte allerdings, es sei in der Schweiz üblich gewesen, dass verheiratete Männer den Geburtsnamen ihrer Ehefrauen – Marity war der Name, den Marić auf Urkunden führte – ihrem Namen beifügten.
Zudem gibt es Belege, dass Marić auch nach 1905 eng mit Einstein zusammenarbeitete; so sind beispielsweise sieben Seiten der handschriftlichen Vorlesungsunterlagen Einsteins zur analytischen Mechanik von 1910 in Marićs Handschrift verfasst.
Beides hätte aber keine Beweiskraft für eine inhaltliche Einflussnahme, sondern würde nur zeigen, dass sie das Manuskript für die Verschickung geschrieben hat, ähnlich wie sie Einstein, der als Student häufig die Vorlesungen schwänzte (besonders die seines Physikprofessors Heinrich Weber, dessen Vorlesungsinhalte bezüglich der modernen theoretischen Physik ihm dürftig und vom Inhalt her antiquiert vorkamen), auch mit Vorlesungsmitschriften versorgte. Beide studierten deshalb zusammen im Selbststudium physikalische Werke. Die Briefe von Marić an Einstein aus dieser Zeit – sie waren häufig getrennt – sind auf Seiten Einsteins nicht oder nur wenig erhalten. In den Antwortbriefen von Einstein finden sich ebenfalls keine Beweise für eine Beteiligung. Andere sehen Anhaltspunkte in Briefen: In allen Briefen aus der Arbeit habe Einstein die Forschungen als „Unsere (Marić und seine) Forschung“ bezeichnet.
Das Fazit der gründlichen Untersuchungen von Allen Esterson und David C. Cassidy in ihrem Buch über Marić von 2019 lautete, es gäbe keine Anhaltspunkte, dass sie inhaltlich an Einsteins Untersuchungen stärker beteiligt war, als es der Rolle eines Diskussionspartners für seine Ideen entsprochen hätte. In den wenigen erhaltenen Briefen, in denen sie direkt auf Briefe antwortet, in denen Einstein seine aktuelle Forschung dargelegt hatte, antwortet sie nicht hierauf, sondern schreibt nur zu privaten Dingen. Sie sorgte allerdings für Stabilität der familiären Umgebung, die Einstein brauchte, um seine Arbeiten auszuführen. Wahrscheinlich assistierte sie ihm auch beim Korrekturlesen und anderen praktischen Dingen, auch wenn es dafür keine dokumentarischen Belege gibt. Nach Esterson und Cassidy ist anhand der erhaltenen Dokumente nicht festzustellen, inwieweit sie in der Zeit vor und um 1905 (Einsteins „Wunderjahr“) den physikalischen Inhalt seiner Arbeiten überhaupt mit ihm diskutierte. Es gibt keinen Beleg für eine eigenständige wissenschaftliche Betätigung und Diskussionen mit Einstein über seine damaligen revolutionären physikalischen Ideen. Selbst in den Briefen an ihre engste Freundin, der Geschichtsstudentin Helene Kaufler-Savić, gibt es keinerlei Anhaltspunkte für eine eigene wissenschaftliche Betätigung. Diese Briefe gehen von 1899 bis 1932 und wurden zuerst 2003 veröffentlicht.
Esterson und Cassidy kritisieren, dass die Darstellung ihrer Rolle im Leben Einsteins in der Öffentlichkeit immer noch durch die erste Biografie geprägt sei, ein stark von familiärem Hörensagen und Spekulationen gespeistes, enthusiastisches Buch der serbischen Mathematikerin und Physikerin Desanka Trbuhović-Gjurić (1897–1983). Die Autorin nahm sogar an, dass Marić Co-Autorin des Aufsatzes von 1905 zur speziellen Relativitätstheorie war. Das Buch erschien 1969 in serbischer Sprache und fand durch Übersetzungen ins Deutsche (1983) und Französische (1991) – eine englische Übersetzung erschien nie – weite Verbreitung. Es prägte auch durch populärwissenschaftliche, den Inhalt des Buches unkritisch wiederholende Darstellungen das öffentliche Bild. Das gilt beispielsweise für einen Aufsatz der feministischen Linguistin und Psychotherapeutin Senta Trömel-Plötz (1990) und einen Beitrag in der Zeitschrift Emma im selben Jahr. Esterson und Cassidy attestieren dem Buch von Trbuhović-Gjurić schwere Mängel und fehlende Belege, halten ihm aber zugute, auf Einsteins erste Frau und Details zu seiner und ihrer frühen Biografie überhaupt aufmerksam gemacht zu haben. Danach sind im Laufe des Einstein Papers Project (Herausgabe seiner Gesammelten Werke, der erste Band erschien 1987) viele neue Dokumente aus Einsteins Studienzeit und Privatleben zu Tage gekommen und veröffentlicht worden. Darunter waren auch 51 neu entdeckte Briefe zwischen Einstein und Marić aus der Zeit zwischen Oktober 1897 und Februar 1902 aus dem Besitz des gemeinsamen Sohnes Hans Albert Einstein, die in Band 1 der Gesammelten Werke abgedruckt wurden. Wie Ruth Sime im Buch von Esterson und Cassidy betont, zeigt die Biografie von Marić auch die großen Probleme, denen Frauen damals in der Physik begegneten, und ihre Entschlossenheit, diese zu überwinden.
Auch schon die anerkannten Physiker und Wissenschaftshistoriker John Stachel, Abraham Pais, Gerald Holton, Armin Hermann, Albrecht Fölsing und der Wissenschaftshistoriker Alberto A. Martinez lehnten die Sichtweise einer größeren Beteiligung von Mileva Marić an Einsteins Ideen ab. Ihrer Ansicht nach lassen die vorhandenen Quellen nicht den Schluss zu, dass Marić einen nennenswerten Anteil an Einsteins Schaffen hatte. Stattdessen sei sie in erster Linie ein „Resonanzboden“ für Einsteins Ideen gewesen, indem sie ihn durch kritisches Zuhören und kompetentes Hinterfragen seiner Ausführungen unterstützte, ähnlich wie dessen Freund Michele Besso.

## Ehrungen

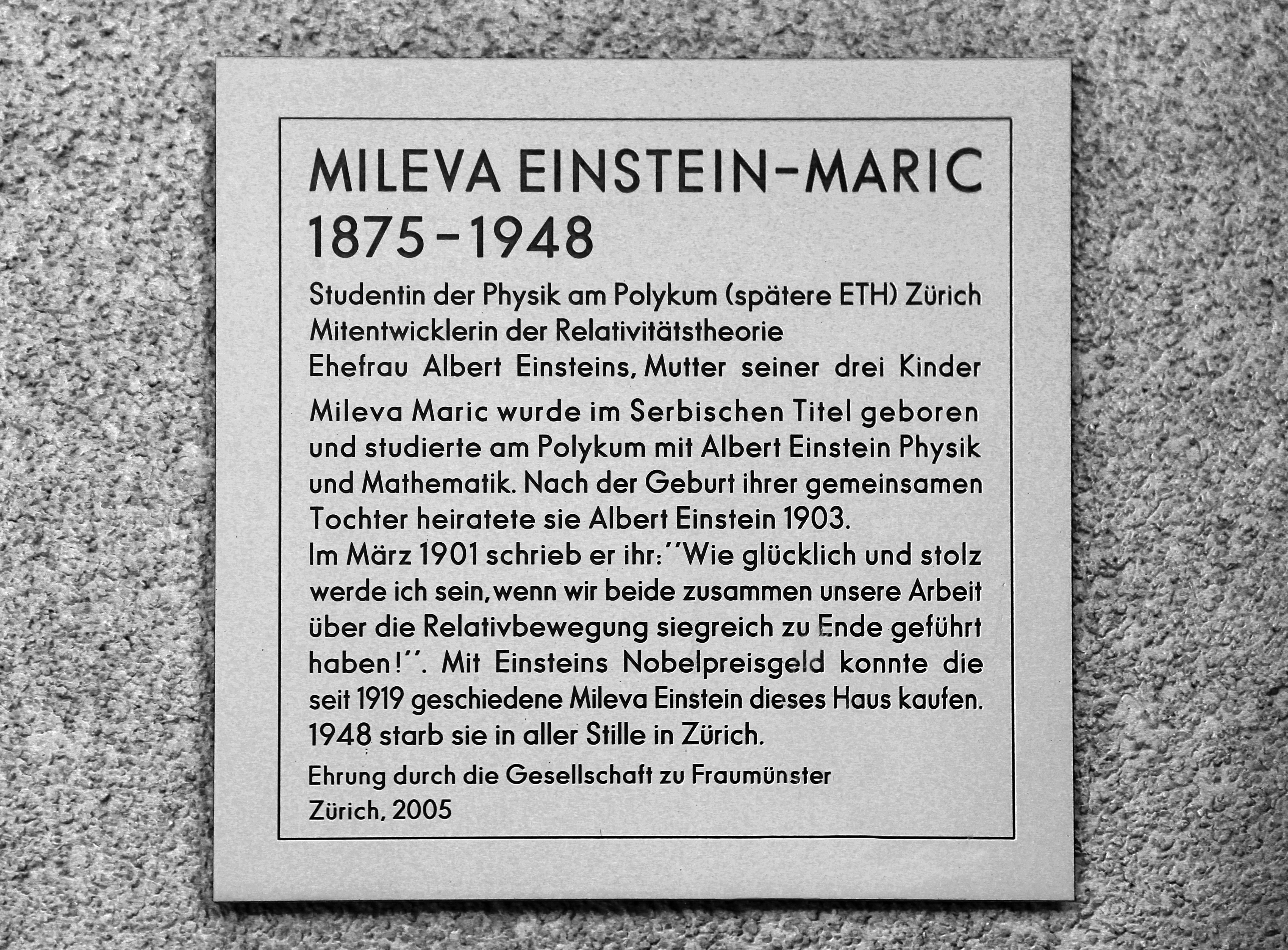
Gedenktafel am Haus Huttenstrasse 62, Zürich

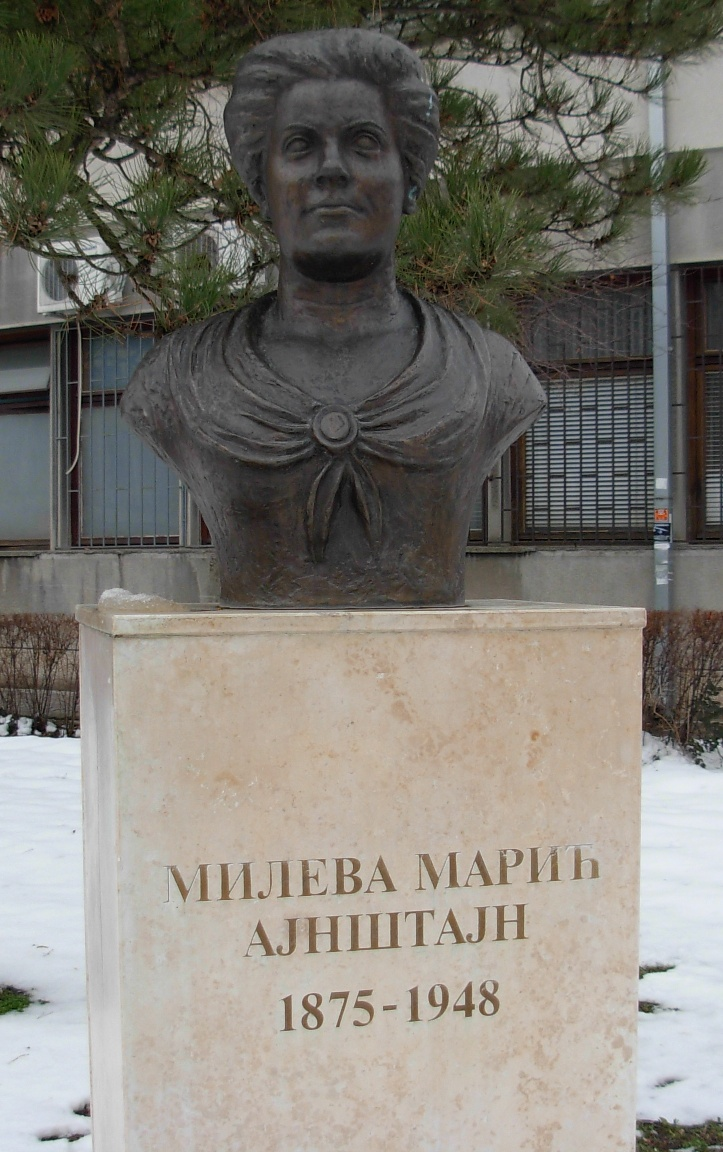
Büste in Novi Sad

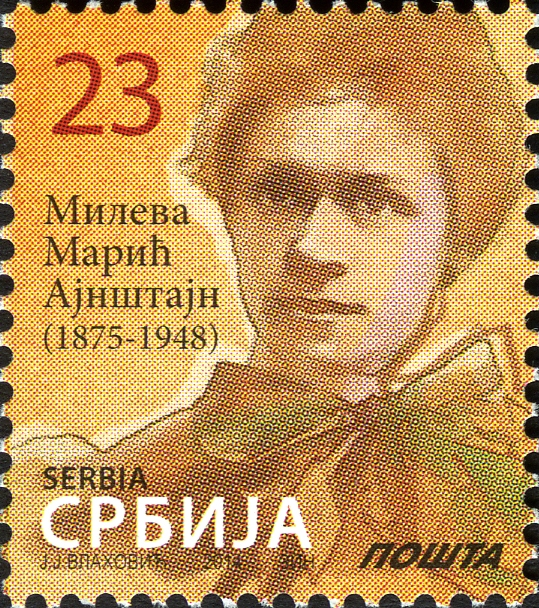
Serbische Briefmarke, Jahrgang 2014, 23 Dinar

Im Jahr 2005 wurde Mileva Marić in Zürich von der „Gesellschaft zu Fraumünster“ mit einer Veranstaltung im Auditorium Maximum der ETH Zürich geehrt. Dabei wurde der Text der Gedenktafel für das Wohngebäude Huttenstrasse 62 in Zürich verlesen, deren Enthüllung damals noch bevorstand. Auf dieser Gedenktafel an ihrem Wohnsitz in Zürich wird sie als „Mitentwicklerin der Relativitätstheorie“ bezeichnet:
MILEVA EINSTEIN-MARIC 1875–1948
Studentin der Physik am Polykum (spätere ETH) Zürich
Mitentwicklerin der Relativitätstheorie
Ehefrau Albert Einsteins, Mutter seiner drei Kinder
Mileva Maric wurde im Serbischen Titel geboren und studierte am Polykum mit Albert Einstein Physik und Mathematik. Nach der Geburt ihrer gemeinsamen Tochter heiratete sie Albert Einstein 1903.
Im März 1901 schrieb er ihr: ‚Wie glücklich und stolz werde ich sein, wenn wir beide zusammen unsere Arbeit über die Relativbewegung siegreich zu Ende geführt haben!‘ Mit Einsteins Nobelpreisgeld konnte die seit 1919 geschiedene Mileva Einstein dieses Haus kaufen. 1948 starb sie in aller Stille in Zürich.
Ehrung durch die Gesellschaft zu Fraumünster
Zürich, 2005
60 Jahre nach ihrem Tod wurde 2008 am Haus der ehemaligen Klinik Eos an der Carmenstrasse 18 in Zürich, in der Marić starb, ebenfalls eine Gedenktafel angebracht. Im Juni 2009 folgte eine weitere Gedenktafel auf dem Friedhof Nordheim, Marićs letzter Ruhestätte.
In Novi Sad und weiteren Ortschaften der Vojvodina stehen Büsten Marićs. In ihrer Geburtsstadt wurde eine Schule nach ihr benannt. Ihr Porträt ist das Motiv einer serbischen Briefmarke des Jahres 2014.
Ihr Leben wurde auch literarisch verarbeitet, so in dem Roman Mileva Marić Ajnštajn von Dragana Bukumirović von 1995, in dem Drama Mileva Ajnštajn von Vida Ognjenović aus dem Jahr 1998, sowie in den Romanen The Other Einstein von Marie Benedict von 2016 und Mileva Einstein oder Die Theorie der Einsamkeit von Slavenka Drakulić, Berlin 2018.